# Рияши, Нажля
Нажля Рияши Ассакер (араб. نجلا الرياشي‎, Najla Riachi Assaker; род. 1961, Эль-Хеншара, Горный Ливан) — ливанский дипломат и государственный деятель. Министр административного развития Ливана с 10 сентября 2021 года.

## Биография
Родилась в 1961 году в деревне Эль-Хеншара (Khenchara) в районе Матн в Горном Ливане.
Окончила Университет Святого Иосифа, где получила степень в области политики и управления в 1981 году, а также степень в области истории и географии в 1982 году.
В 1992—2000 годах — советник посольства Ливана при Ватикане и Мальтийском ордене. В 2002—2003 годах — генеральный консул в Стамбуле, с июня 2003 года — посол. С 2007 по 2017 год — постоянный представитель при ООН и международных организациях в Женеве. С февраля 2018 года по август 2020 года она была директором протокола в Министерстве иностранных дел и по делам эмигрантов и главой аппарата министра иностранных дел, первоначально Джебрана Басиля, а после его отставки — Нассифа Хитти. С мая 2021 года до назначения в правительство работала послом.
10 сентября 2021 года получила портфель министра административного развития Ливана в третьем кабинете Наджиба Микати. Нажля Рияши — единственная женщина в правительстве, представляет в правительстве христианское меньшинство (католиков).
Говорит на четырёх языках: арабском, французском, английском и итальянском.

## Личная жизнь
Замужем за послом Бутросом Ассакером (Boutros Assaker).